# Derby (Connecticut)
Derby es una ciudad ubicada en el condado de New Haven en el estado estadounidense de Connecticut. En 2005 tenía una población de 12 536 habitantes y una densidad poblacional de 968 personas por km².

## Geografía
Ashford se encuentra ubicada en las coordenadas 41°19′36″N 73°04′56″O / 41.32667, -73.08222.

## Demografía
Según la Oficina del Censo en 2000 los ingresos medios por hogar en la localidad eran de $45 670 y los ingresos medios por familia eran $54 715. Los hombres tenían unos ingresos medios de $42 367 frente a los $30 458 para las mujeres. La renta per cápita para la localidad era de $23 117. Alrededor del 8,3% de la población estaba por debajo del umbral de pobreza.